# 2021年1月逝世人物列表
2021年逝世人物列表：1月 - 2月 - 3月 - 4月 - 5月 - 6月 - 7月 - 8月 - 9月 - 10月 - 11月 - 12月
2021年1月逝世人物列表，是用于汇总2021年1月期间逝世人物的列表。

## 依日期排序

### 31日
- 朱灿，39岁，中国数学家，上海理工大学理学院副教授。[1]
- 林聰，75歲，香港演員，死於突發心臟病。[2][3][4]
- 舒茶花，75岁，中国秦腔表演艺术家。[5]
- 王吉宣，80歲，台灣吹奏樂演奏家，死於心臟衰竭。[6]
- 包昌火，86岁，中国情报学家，中国科技情报学会情报研究专业委员会原主任。[7]
- 胡斯托·特哈达（西班牙語：Justo Tejada），88岁，西班牙足球运动员。[8]
- 米歇爾·默爾（英语：Michel Murr），88歲，黎巴嫩政治人物，前副總理、內政部長、黎巴嫩議會副議長。[9]
- 橋本堅太郎（日语：橋本堅太郎），90歲，日本雕塑家，日本美術展覽會理事長、日本彫刻會理事長、文化功勞者，死於吸入性肺炎。[10]
- 李峰，95岁，中国新闻工作者，原新华社国内部主任，第八届全国政协委员。[11]
- 巽外夫（日語：巽 外夫），97歲，日本金融人物，前住友銀行行長。[12]

### 30日
- SOPHIE（英语：Sophie (musician)），34歲，英國音樂製作人，AIM獨立音樂大獎得主，死於意外。[13]
- 虞音蓓，48歲，台灣新北市傑出學務人員與環保運動者，山野教育家、獨木舟好手，板橋國中前學務主任、級任導師，死於溺水意外。[14]
- 林嘉泰，59歲，香港公務員，社會福利署副署長（2013年－2021年），死於腦幹中風。[15][16][17]
- 圖爾基·本·納賽爾·阿勒沙烏地（英语：Turki bin Nasser Al Saud），72歲，沙烏地阿拉伯王子、政治人物，氣象和環境事務大臣（2001年－2013年）、沙烏地阿拉伯皇家空軍副司令（1996年－2000年）。[18]
- 鏡味仙三郎（日语：鏡味仙三郎），74歲，日本太神樂曲藝師。[19]
- 鄭相永（韓語：정상영），84歲，韓國商人，金刚高丽化工集团（KCC集团）荣誉会长，已故现代集团创始人郑周永胞弟。[20]
- 陈晋明，92岁，中国慈善家，旧金山中华文化中心原董事长。[21]

### 29日
- 赖小民，58岁，中华人民共和国死刑犯，中国华融资产管理股份有限公司原董事长。被执行死刑。[22]
- 朱正亚，75岁，中国地球物理学家。[23]
- 希爾頓·瓦倫泰（英语：Hilton Valentine），77歲，英國搖滾吉他手，前動物樂團成員。[24]
- 叶毅干，78岁，中国企业人物，原中国东方航空集团公司总经理、党组副书记。[25]
- 栃乃海晃嘉（日語：栃ノ海 晃嘉），82歲，日本大相撲力士，第49代橫綱。[26]

### 28日
- 保罗·克鲁岑（荷兰语：Paul Jozef Crutzen），87岁，荷兰大气化学家，1995年共享诺贝尔化学奖。[27]
- 阿布·亞瑟·伊薩維（英语：Abu Yasser al-Issawi），42歲，伊拉克恐怖分子，伊斯蘭國高級指揮官、副哈里發，軍事打擊後死亡。[28]
- 吉列尔莫·加莱奥特（西班牙語：Guillermo Galeote），79岁，西班牙政治人物，众议院议员（1977年－1993年），死于COVID-19。[29]
- 米格尔·塞尔德兰（西班牙語：Miguel Celdrán），80岁，西班牙政治人物，巴达霍斯市长（1995年－2013年）。[30]
- 傅军胜，83岁，中国经济学家，中国社会科学杂志社编审。[31]
- 桂长林，84岁，中国机械工程学者，合肥工业大学教授。[32]
- 伊冯·杜伊（法語：Yvon Douis），85岁，法国足球运动员，死于COVID-19。[33]
- 瓦西里·兰诺沃伊（俄語：Василий Лановой），87歲，俄羅斯國寶級男演員，死于COVID-19。[34]
- 刘易斯·沃尔珀特（英語：Lewis Wolpert），91歲，南非裔英籍发育生物学家。
- 克里山·德·塞提（英語：Krishan Dev Sethi），93歲，印度政治人物、獨立活動家，查謨和喀什米爾邦制憲會議最後一位在世成員。[35]
- 索观涛，94岁，中国政治人物，阿坝州政协原副主席。[36]
- 杨翠英，96岁，中国人，南京大屠杀幸存者。[37]
- 茜茜莉·泰森（英語：Cicely Tyson），96歲，美國黑人女演員，1974年以《珍必曼自傳》成為艾美獎首位黑人視后，2019年更成為首位獲頒奧斯卡終生成就獎的黑人女性。[38]
- 王绶琯，98岁，中国天体物理学家，中国科学院院士。[39]
- 胡恒山，99岁，中国政治人物，湖北省政协原副主席。[40]
- 张宝锵，101岁，中国新闻工作者，中国新闻社广东分社原社长。[41]
- 张光汉，102岁，中国政治人物，中共新疆维吾尔自治区党委宣传部原副部长。[42]

### 27日
- 努努克·諾萊尼，59歲，印尼人，營多食品泡麵口味研發部經理，營多撈麵多款口味的研發者。[43]
- 阿德里安·坎波斯（英语：Adrián Campos），60歲，西班牙一級方程式車手、車隊老闆，坎波斯車隊創辦人。[44]
- 李扬国，73岁，美籍华裔摄影师，死于COVID-19。[45]
- 安東尼·普伊格德利沃（英语：Antoni Puigdellívol），74歲，安道爾政治人物，安道尔城市長（1978年－1979年）、旅遊和環境部長（2005年－2007年）。[46]
- 黃芳彥，73歲，台灣醫師，曾任台北新光醫院副院長、陳水扁總統醫療小組召集人。（遺體發現日期）[47]
- 布拉斯·卡马乔（西班牙語：Blas Camacho），81岁，西班牙政治人物，曾任众议院议员，死于COVID-19。[48]
- 王选章，83岁，中国中医师，黑龙江省中医药学会推拿分会名誉主任委员。[49]
- 乌林西拉，84岁，中国图书馆学者，内蒙古大学图书馆原馆长。[50]
- 杨戊辰，88岁，中国政治人物，原天津海关关长。[51]
- 林戊荪，92岁，中国翻译家，中国外文局原局长。[52]
- 克蘿麗絲·利奇曼（英語：Cloris Leachman），94歲，美國女演員，奧斯卡最佳女配角獎得主，代表作《最後一場電影》。[53]
- 方桂馥，100岁，中國慈善家，庆祝中华人民共和国成立70周年纪念章获得者，退休教师。[54]

### 26日
- 比利·凱諾伊（英语：Billy Kenoi），52歲，美國政治人物，夏威夷郡市長（2008年－2016年），死於癌症。[55]
- 谢尔盖·普里霍季科（俄語：Сергей Приходько），64歲，俄羅斯政治人物，副總理（2013年－2018年）。[56]
- 卡洛斯·奥尔梅斯·特鲁希略（英语：Carlos Holmes Trujillo），69歲，哥倫比亞政治人物，國防部長（2019年起）、外交部長（2018年－2019年），死於2019冠状病毒病。[57]
- 宋西九，81岁，中国政治人物，原滨州地区人大工委副主任。[58]
- 刘闽生，89岁，中国放射学家，宁夏回族自治区政协原副主席。[59]
- 郑绍宗，90岁，中国考古学家，原河北省文物研究所所长。[60]
- 宁培儒，93岁，中国政治人物，原中国人民公安大学副校长。[61]
- 钟士贤，96岁，中国政治人物，中共南宁市委组织部原副部长。[62]
- 尼古拉·卢尼科夫（俄語：Николай Луньков），102岁，苏联政治人物，驻意大利大使（1980年－1990年）。[63]

### 25日
- 鄭憲哲（英语：Iron (rapper)）（藝名Iron），29岁，韩国说唱歌手。[64]
- 浦野烋興（日语：浦野烋興），79歲，日本政治人物，國家科學技術廳大臣（1995年－1996年）、眾議院議員（1979年－1996年），死於肝癌。[65]
- 范美英，80岁，中国妇科医师，河源市政协原副主席，第七届全国人大代表。[66]
- 张丁华，87岁，中国政治人物，中华全国总工会原党组书记、副主席、书记处第一书记。[67]
- 张以涛，90岁，中国政治人物，原江西省监察厅副厅长。[68]
- 張錚，89歲，香港資深演員、導演。[69][70]
- 白銀，90歲，台灣廣播播音員，曾主持《白銀阿姨說故事》、《快樂兒童》等節目。[71]
- 列夫·沙皮罗（俄語：Лев Шапиро），93岁，苏联政治人物，苏共犹太自治州委第一书记（1970年－1987年）。[72]
- 苏本一，95岁，中国盆景艺术家，《中国花卉盆景》杂志社创刊社长。[73]

### 24日
- 尼古拉·切博季科（俄語：Николай Сергеевич Чеботько），38歲，哈薩克滑雪運動員，世界北歐式滑雪錦標賽銅牌得主，死於車禍。[74]
- 朱峰靖，60歲，台灣命理師。[75]
- 刘思奇，75岁，中国政治人物，原江西省彭泽县人大常委会主任。[76]
- 穆罕納·杜拉（英语：Muhanna Al-Dura），83歲，约旦画家。[77]
- 宋伯符，85岁，中国马铃薯育种专家，中国农业科学院蔬菜研究所研究员。[78]
- 阮文辉，86岁，中国工艺美术大师，阮氏雕刻艺术第二代传人。[79]
- 戚玉顺，88岁，中国石油工业人物，原辽阳石油化纤公司党委书记。[80]
- 王淑均，101岁，中国教育工作者，华东师范大学中文系编审，沈蘅仲夫人。[81]
- 寺尾正大（日語：寺尾 正大），78歲，日本警官，在任職警視廳搜查一課課長期間，指揮偵辦地下鐵沙林事件及三浦和義事件等重大刑案。[82]
- 巴西帕爾馬斯FR球隊班機空難罹難者：[83]
  - 魯卡斯·梅拉（葡萄牙語：Lucas Meira），巴西足球俱樂部帕爾馬斯（英语：Palmas Futebol e Regatas）主席
  - 魯卡斯·拉克西德斯（葡萄牙語：Lucas Praxedes），23歲，巴西職業足球運動員，效力俱樂部帕爾馬斯，擔任左後衛
  - 馬庫斯·莫利納里（英语：Marcus Molinari），23歲，巴西職業足球運動員，效力俱樂部帕爾馬斯，擔任中場
  - 拉努利（英语：Ranule），27歲，巴西職業足球運動員，效力俱樂部帕爾馬斯，擔任門將
  - 吉列爾梅·諾爾（英语：Guilherme Noé），28歲，巴西職業足球運動員，效力俱樂部帕爾馬斯，擔任後衛
  - 瓦格納·馬查度·祖利亞（葡萄牙語：Wagner Machado Júnior） ，59歲，飛機駕駛員

### 23日
- 宋柔靜（朝鲜语：송유정）（又名：宋侑庭），26歲，韓國模特兒、演員，自杀。[84]
- 安德鲁·布鲁克斯（英语：Andrew Brooks），51岁，美国免疫学家、学者、商人，新泽西州罗格斯大学教授。[85]
- 罗伯特·罗兰（英語：Robert Rowland），54岁，英国政治人物，英国脱欧党欧洲议会议员（2019年－2020年），死于溺水。[86]
- 羅伊·托倫斯（英语：Roy Torrens），72歲，愛爾蘭板球運動員，愛爾蘭板球國家隊教練（2004年－2016年），死於COVID-19。[87]（讣告公开日期）
- 坂本壽美子（日语：坂本スミ子），84歲，日本女演員，代表作《楢山節考》，死於腦梗塞。[88]
- ，87歲，美國脫口秀主持人，死於COVID-19。[89]
- 陈顺乐，88岁，中国风湿病学家，上海交通大学医学院附属仁济医院终身教授。[90]
- 薛梅卿，90岁，中国政法大学教授、博士生导师，中国法制史学家、中国监狱史学奠基人。[91]
- 埃爾博托·格里莫迪（英语：Alberto Grimaldi），95歲，義大利製片人。[92]
- ，95歲，美國男演員。[93]
- 華特·伯恩斯坦（英语：Walter Bernstein），101歲，美國編劇和製片人，1950年代被好萊塢電影製片商列入黑名單，知名作品如《出頭人（英语：The Front）》（1976年）。[94]
- 李正合，約略94至95歲，台灣教育家，崑山科技大學創辦人。

### 22日
- 蔡伯府，48歲，台灣企業家，寒舍集團董事，創辦人蔡辰洋長子。[95]
- 梅赫齊亞·拉比迪·邁扎（英语：Meherzia Labidi Maïza），57歲，突尼西亞政治人物，制憲議會議員兼第一副議長（2011年－2014年）、國民代表大會議員（2014年起）。[96]
- 龙长春，58岁，中國政治人物，中共贵州省委常委，肺癌。[97]
- 何塞·曼努埃尔·博特利亚·克雷斯波（西班牙語：José Manuel Botella Crespo），71岁，西班牙政治人物，众议院议员（1986年－1993年）。[98]
- 约翰尼·威廉姆斯（英語：Johnny Williams），73岁，英格兰足球运动员，曾效力于沃特福德、科尔切斯特联与马格特。[99]（讣告公开日期）
- 费利克斯·格罗莫夫（俄語：Феликс Громов），83岁，俄罗斯军事领导人，海军总司令（1992年－1997年）。[100]
- 漢克·阿倫（英語：Henry Louis Aaron），86歲，美國職業棒球運動員，前美國職棒大聯盟俱樂部密爾瓦基勇士隊外野手，前美國職棒全壘打王。[101]
- 蒋心焕，87岁，中国文学学者，山东师范大学文学院教授。[102]
- 王昌国，94岁，中国政治人物，原安徽省烟草专卖局党委副书记。[103]

### 21日
- 傑克遜·姆滕布（英语：Jackson Mthembu），62歲，南非政治人物，總統府部長（2019年起）、國民議會多數黨首席黨鞭（2016年－2019年），死於COVID-19的併發症。[104]
- 蔡義勇，65歲，台灣政治人物，國民黨籍台東縣議員（1998年－2014年），車禍。[105]
- 刘润璞，69岁，中国政治人物，吉林省人大常委会原副主任。[106]
- 何塞·潘普羅（英语：José Pampuro），71歲，阿根廷政治人物，參議院臨時議長（2006年－2011年）、國防部長（2003年－2005年）。[107]
- 张铣，87岁，中国毒理学家，北京大学公共卫生学院原院长。[108]
- 朱志辉，88岁，中国政治人物，华东冶金学院党委书记（1987年－1994年）。[109]
- 吴学钗，92岁，中国政治人物，原浙江省乐清县人大常委会主任。[110]
- 张玉基，92岁，中国政治人物，原青岛市园林局局长。[111]
- 李清斋，94岁，中国政治人物，武汉市科学技术协会原专职副主席。[112]

### 20日
- 西布西索·莫約（英语：Sibusiso Moyo），60歲，辛巴威政治人物，外交、國際貿易部長（2017年起），死於COVID-19。[113]
- 郝铁山，62岁，中国政治人物，鹤壁市人民政府副市长（1999年－2004年）。[114]
- 米拉·弗蘭（英語：Mira Furlan），65歲，美國演員，代表作《巴比倫五號》。[115]
- 李勇，69岁，中国政治人物，延边大学党委书记（2006年－2012年）。[116]
- 根纳季·泽尔察洛夫（俄语：Зерцалов, Геннадий Иванович），80歲，蘇聯政治人物，苏共喀山市委第一書記（1987年－1990年）、喀山市人民代表大會主席（1990年－1991年）。[117]
- 鮑里斯·扎波羅夫（法语：Boris Zaborov），85歲，法國和白俄羅斯藝術家，俄羅斯藝術學院名譽院士。[118]
- 顾洪杰，90岁，中国政治人物，原乐山地区行署副专员、乐山市人大常委会原副主任。[119]
- 万剑舞，102岁，中国抗日战争老兵。[120]

### 19日
- 松永仁美（日語：松永 ひとみ），53歲，日本演歌歌手。[121]
- 高京政，72岁，中国军事人物，原总参谋部警卫局副局长。[122]
- 唐·薩頓（英語：Don Sutton），75歲，美國職業棒球運動員，前美國職棒大聯盟俱樂部洛杉磯道奇隊傳奇投手。[123]
- 王久章，78岁，中国厨师，辽宁省餐饮烹饪行业协会顾问。[124]
- 赵步唐，83岁，中国山水画家、书法家，西安美术学院教授。[125]
- 刘鹤年，84岁，中国水力学者，哈尔滨工业大学教授。[126]
- 鲍里斯·帕斯图霍夫（俄語：Борис Пастухов），87岁，苏联及俄罗斯政治人物，苏联共青团中央第一书记（1977年－1982年）。[127]
- 赵世纲，88岁，中国考古学家，河南省文史研究馆馆员。[128]
- 伊曼紐爾·麥卡盧索（英语：Emanuele Macaluso），96歲，義大利政治人物，共和國參議院議員（1976年－1992年）、眾議院議員（1963年－1976年）。[129]
- 長岡三重子（英语：Mieko Nagaoka），106岁，日本游泳运动员，死於急性呼吸功能不全。[130]

### 18日
- 庹继光，49岁，中国新闻传播学者，四川师范大学文学院教授，抑郁症导致跳楼身亡。[131]
- 韩延林，71岁，中国军事人物，原解放军总装备部科学技术委员会副主任。[132]
- 姜学林，72岁，中国医学伦理学家，原江苏大学医学技术学院党委书记。[133]
- 尹世霖，82岁，中国儿童文学作家。[134]
- 大城美佐子，84歲，日本沖繩民謠歌手。[135]
- 俞月亭，86岁，中国新闻工作者，原福建电视台台长。[136]
- 丹達爾·阿里奧斯曼（土耳其語：Dündar Osmanoğlu），90歲，鄂圖曼帝國王位覬覦者，鄂圖曼王室領袖。[137]
- 杨元璋，101岁，中国政治人物，平顶山市政协原副主席。[138]

### 17日
- 戴夫·阿諾德（英语：Dave Arnold (politician)），49歲，美國政治人物，賓夕法尼亞州參議院議員（2020年起），死於腦癌。[139]
- 郑顺景，50岁，中國企業家，特斯拉中国区首任总经理（2013年－2014年）。[140]
- 王小龙，55岁，中国财政学者，中国人民大学特聘教授。[141]
- 尼古拉·安托什金（俄語：Николай Антошкин），78岁，苏联及俄罗斯军事将领，莫斯科军区空军司令员（1989年－1993年），死于COVID-19。[142]
- 呂傳勝，84歲，台灣律師、中華民國前副總統呂秀蓮兄長。[143]
- 蒲心诚，89岁，中国建筑材料专家，重庆大学教授。[144]
- 傅德书，93岁，中国政治人物，原中国建设银行上饶市分行行长。[145]

### 16日
- 达斯汀·希格斯（英語：Dustin Higgs），48歲，美國死刑犯，1996年3項謀殺罪被判執行注射死刑。[146]
- 谢尔盖·库兹涅佐夫（俄語：Сергей Кузнецов），67歲，俄羅斯外交官，驻阿联酋大使（2019年4月）。[147]
- 欧清池，77岁，新加坡作家。[148]
- 刘继志，80岁，中国数学教育家，北京师范大学数学科学学院教授。[149]
- 菲尔·斯佩克特（英語：Phil Spector），81歲，美國音樂製作人、作曲人與殺人犯。在獄醫中死於COVID-19綜合症。[150]
- 朱龙华，89岁，中国历史学家，北京大学历史学系教授。[151]
- 沙烈阿巴斯（英语：Salleh Abas），91歲，前馬來西亞最高法院主席，死於COVID-19。[152]
- 步连生，94岁，中国文物工作者，原文化部古文献研究室副研究员。[153]
- 黄冕堂，97岁，中国历史学家，山东大学历史文化学院教授。[154]

### 15日
- 邹子卿，57岁，中国政治人物，云南省大理州原常务副州长。[155]
- 班傑明·德·羅斯柴爾德（英语：Benjamin de Rothschild），57歲，法國銀行企業家，羅斯柴爾德集團董事會主席。死於心臟病。[156]
- 戴尔·拜尔（英語：Dale Baer），70歲，美國迪士尼资深动画师。[157]
- 吴福辉，81岁，中国文学学者，中国现代文学研究会常务副会长。[158]
- 查理·托馬斯（英語：Charlie Thomas），89歲，美國商人，德克薩斯州汽車經銷帝國創辦人，美國職業籃球俱樂部休斯頓火箭前主席（1982年－1993年），COVID-19的並發症。[159]
- 陳李慎，94歲，中華民國前總統陳水扁母親。[160]
- 辜燮高，98岁，中国历史学家，南开大学历史学院教授。[161]
- 李纯一，100岁，中国音乐史学家，中国艺术研究院音乐研究所研究员。[162]

### 14日
- 阙岳，47岁，中国社会学者，兰州大学新闻与传播学院教授。[163]
- 王敬中，87岁，中国化学教育工作者，南开大学教授。[164]
- 蔡美彪，92岁，中国历史学家，中国社会科学院近代史研究所研究员，中国社会科学院荣誉学部委员。[165]
- 彼得·馬克·里希曼（英语：Peter Mark Richman），93歲，美國演員。[166]
- 迪内希·钱德拉·亚达夫，年龄不详，尼泊尔政治人物，前供水部长、卫生部长，尼泊尔立法议会议员，死于COVID-19。[167]
- 谢赫·阿里·贾比尔 是印度尼西亚国家的神职人员和伊斯兰宗教领袖，他死于 Covid-19 症状 [168]

### 13日
- 麗莎·蒙哥馬利（英語：Lisa Montgomery），52歲，美國死刑犯。2004年12月因謀殺罪被判執行注射死刑。[169]
- 彭蜀晋，63岁，中国化学教育家，四川师范大学教授。[170]
- 西爾萬·西爾萬（英语：Sylvain Sylvain），69歲，美國搖滾吉他手，前紐約娃娃（英语：New York Dolls）樂團成員。死於癌症。[171]
- 陆新元，70岁，中国环境执法工作者，中国环境科学学会副理事长。[172]
- 塞尤姆·梅斯芬，71歲，衣索比亞政治人物，外交部長（1991年－2010年）、驻华大使（2011年－2017年），在軍事衝突中遭射殺。[173]
- 提姆·柏格特（英语：Tim Bogert），76歲，美國搖滾貝斯手，樂團香草軟糖（英语：Vanilla Fudge）、貝克、柏格特與艾佩斯（英语：Beck, Bogert & Appice）和仙人掌樂團（英语：Cactus (American band)）的前成員。死於癌症。[174]
- 齊格飛·菲施巴赫（德語：Siegfried Fischbacher），81歲，德裔美籍魔術師，魔術表演團體「齊格飛與羅伊」（Siegfried & Roy）成員之一。[175][176]
- 歐瑟伯·奧斯卡·曬德（葡萄牙語：Eusébio Oscar Scheid），88歲，巴西天主教司鐸級樞機，死於COVID-19。[177]
- 刘顾岗，88岁，中国放射医学专家，中南大学湘雅二医院放射科原主任。[178]
- 任远志，89岁，中国政治人物，任弼时长女。[179]
- 韩守道，111岁，中国老红军。[180]
- 劉天才，年齡不詳，中華人民共和國死刑犯，涉黑組織主犯，由2003年起犯下多宗控罪被判執行注射死刑。[181]
- 周凱旋，年齡不詳，中華人民共和國死刑犯，2018年中科院研究生谢雕遇害案主犯。被判執行注射死刑。[182]

### 12日
- 王玉林，56岁，中国核反应堆领域专家，中国原子能科学研究院反应堆工程技术研究部运行所所长。[183]
- 凃忠男，62歲，台灣棒球運動員，曾效力中華職棒三商虎隊，逝世。[184]
- 席中星，66岁，中国作家，中国工农红军西路军纪念馆研究员。[185]
- 亚历山大·马特韦延科（俄語：Александр Матвеенко），81岁，俄罗斯航天工程专家，莫斯科航空学院原院长，俄罗斯科学院院士。[186]
- 瓦连京·费奥多罗夫（俄語：Валентин Фёдоров），81岁，俄罗斯政治人物，萨哈林州州长（1991年－1993年）。[187]
- 哈立德·本·阿卜杜拉·阿爾·沙特（阿拉伯語：خالد بن عبدالله آل سعود），83歲，沙烏地阿拉伯王室成員，商人，朱德望賽馬團體掌舵人[188][189][190]。
- 季曾，84岁，中国摄影家，河北省摄影家协会终身成就奖获得者。[191]
- 马忠臣，84岁，中国政治人物，河南省人民政府省长（1993年－1998年）、中共河南省委书记（1998年－2000年）。[192]
- 王敏生，86岁，中国政治人物，江苏省人大常委会原副主任。[193]
- 田福俊，89岁，中国政治人物，西藏自治区人大常委会原副主任。[194]
- 半藤一利（日語：半藤 一利），90歲，日本作家，長年研究昭和史。[195]
- 弗拉基米尔·普罗托波波夫（俄語：Владимир Протопопов），95岁，俄罗斯经济学家，莫斯科国立大学教授。[196]
- 大路三千緒（日语：大路三千緒），100歲，日本女演員，曾演出1983年日本放送協會晨間劇《阿信》，劇中飾演主角的祖母。[197]

### 11日
- 靳勒，54岁，中国雕塑家，西北师范大学美术学院副教授。[198]
- 文东旭，55岁，中国政治人物，广西壮族自治区药品监督管理局局长（2018年起），坠楼身亡。[199]
- 鄭百勝，61歲，台灣棒球運動員，曾效力統一獅隊，因口腔癌病逝。[200]
- 爱德华·比尔德（英語：Edward Beard），80岁，美国政治人物，众议院议员（1975年－1981年）。[201]
- 謝爾登·阿德爾森（英語：Sheldon Gary Adelson），87歲，美國富豪，拉斯維加斯金沙集團董事長以及CEO，淋巴癌逝世。[202]
- 李桓儀（韓語：이환의），89岁，韩国政治人物，全罗北道知事（1968年－1971年）。[203]
- 殷学润，93岁，中国军事人物，原解放军军事科学院政治部主任。[204]

### 10日
- 墨茶Official，22岁，中国Vtuber兼游戏娱乐解说人。[205]
- 林孝平，62歲，台灣企業家，股票上櫃矽智財公司円星科技（M31）董事長。[206]
- 叶莲娜·卡塔耶娃（俄語：Елена Катаева），64岁，俄罗斯政治人物，莫斯科国立技术大学校长（2018年起），死于COVID-19。[207]
- 张德明，71岁，中国历史学家，武汉大学历史学院教授。[208]
- 英培安，74歲，新加坡當代華文作家，死於胰臟癌。[209]
- 瓦西利斯·亚历克萨基斯（希臘語：Βασίλης Αλεξάκης），77岁，希腊作家、翻译家。[210]
- 方惠群，80岁，中国化学教育家，南京大学教授。[211]
- 佩德罗·卡萨多（西班牙語：Pedro Casado），83岁，西班牙足球运动员。[212]
- 魏慈佳，84岁，中国政治人物，衡阳市中级人民法院原副院长。[213]
- 王登云，85岁，中国小提琴演奏家，南京艺术学院教授。[214]
- 黄瑞源，87岁，中国政治人物，广州开发区管委会原常务副主任。[215]
- 沈萌春，87岁，中国园艺家。[216]
- 沈昌文，90岁，中国作家、编辑，曾任生活·读书·新知三联书店总经理兼《读书》杂志主编，睡梦中自然死亡。[217]
- 姜永庚，92岁，中国政治人物，天津市河东区人大常委会原副主任。[218]
- 曲凡，92岁，中国政治人物，沈阳市妇女联合会原主任。[219]
- 段寅，93岁，中国政治人物，原云南锡业公司经理。[220]
- 南希·沃克·布什·埃利斯（英語：Nancy Walker Bush Ellis），94岁，美国环保主义者和政治活动家，死于COVID-19。[221]
- 胡溪涛，95岁，中国政治人物，曾任中国航空研究院副院长、航空工业部飞机局局长。[222]
- 苏肖韩，95岁，中国政治人物，原广西壮族自治区统计局局长。[223]
- 何锡麟，96岁，中国古生物学家，中国矿业大学教授。[224]
- 周茂松，100岁，中国企业人物，原重庆市建筑材料总公司总经理。[225]

### 9日
- 三佛齊航空182號班機空難罹難者：[226]
  - 穆利亞迪·塔姆希爾（英语：Mulyadi Tamsir），39歲，印尼政治人物，人民良心黨成員。
- 范轶然（音译：Yiran Fan），30岁，芝加哥大学中国籍博士留学生，在芝加哥枪击案中遇难。[227][228]
- 李大红，69岁，中国企业家，金龙泉啤酒创始人。死於右側聽神經瘤併發症。[229]
- 瓦连京·西多罗夫（俄語：Валентин Сидоров），92岁，苏联及俄罗斯画家，俄罗斯美术家协会主席（1987年－2009年），死于COVID-19。[230]
- 李志成，92岁，中国军事人物，山东省军区原副政委。[231]
- 马达夫辛·索兰基，93岁，印度政治人物，外交部长（1991年－1992年）。[232]
- 笠井智一（日語：笠井 智一），94岁，日本海军军官，王牌飞行员。[233]
- 左藤惠（日語：左藤 恵），96岁，日本政治人物，法务大臣（1990年－1991年）。[234]
- 韩怀志，98岁，中国政治人物，原第五机械工业部副部长。[235]
- 蓉子，本名王蓉芷，98歲，中華民國詩人、作家。[236]
- 蒋咏秋，100岁，中国复合材料力学家，西安交通大学教授。[237]
- 伊萨克·哈拉特尼科夫（俄語：Исаак Халатников），101岁，苏联及俄罗斯理论物理学家，俄罗斯科学院朗道理论物理研究所名誉所长。[238]

### 8日
- 江建华，59岁，中国政治人物，武汉市汉阳区政协副主席。[239]
- 哈羅德·伯恩斯坦（英语：Harold Bornstein），73歲，美國胃腸科醫生，在1980年至2017年間擔任第45任美國總統當勞·特朗普私人醫師。[240]
- 林建名，83歲，香港商人，大名娛樂有限公司東主，因淋巴癌病逝。[241]
- 弗拉基米尔·特列季亚科夫（俄語：Владимир Третьяков），84岁，俄罗斯数学家，乌拉尔国立大学校长（1993年－2006年）。[242]
- 徐勤先，86歲，中國人民解放軍少將，陸軍第三十八集團軍前軍長（1987年－1989年）[243]。
- 肖云轩，88岁，中国政治人物，原中共宜昌地委农工部部长、农委主任。[244]

### 7日
- 韩崇凯，30岁，中国篮球运动员。[245]
- 景東浩（韓語：경동호），39歲，韓國主持人，被判定腦死。[246]
- 布拉德·韋納保（英語：Brad Venable），43歲，美國配音員，曾為《Final Fantasy VII 重製版》、《惡魔獵人5》等遊戲配音。[247]
- 雷霆，57岁，中国政治人物，山西省原平市原副市长。[248]
- 列昂尼德·布若尔（羅馬尼亞語：Leonid Bujor），65岁，摩尔多瓦政治人物，教育部长（2009年－2011年），死于COVID-19。[249]
- 瑪麗恩·拉姆塞（英语：Marion Ramsey），73歲，美國黑人女演員。代表作是電影《金牌警校軍》系列中的娃娃音女警荷斯。[250]
- 维亚切斯拉夫·诺维茨基（俄語：Вячеслав Новицкий），74岁，俄罗斯病理生理学家，俄罗斯科学院院士，西伯利亚国立医科大学原校长。[251]
- 南正人（日语：南正人），76歲，日本民謠歌手，演唱時猝死。[252]
- 迈克尔·艾普特（英語：Michael Apted），79歲，英國導演、製片人、編劇和演員。[253]
- 王维力，82岁，中国旅美雕塑家。[254]
- 尼爾·斯漢（英语：Neil Sheehan），84歲，美國記者，因揭露越戰時期約翰遜政府令民眾誤以為國家獲勝的謊言獲普立茲獎，死于柏金遜併發症。[255]
- 亨利·施維里（英語：Henri Schwery），88岁，瑞士天主教司铎级枢机，锡永教区荣休主教。[256]
- 张永福，88岁，中国口腔颌面外科学专家，原江西医学院口腔系主任。[257]
- 李亲武，88岁，中国退伍军人，江西省劳动模范。[258]
- 湯米·拉索達（英語：Tommy Lasorda），93歲，美國職業棒球運動員及教練，洛杉磯道奇隊傳奇總教練，死於心臟病。[259]
- 木村武之（英语：Taky Kimura），96歲，美籍日裔武術家，李小龍嫡傳弟子、振藩功夫傳人。[260]
- 多蘿西·科爾（英語：Dorothy Schmidt Cole），107歲，美國最長壽海軍陸戰隊退役老兵。[261]

### 6日
- BigJoe（韓語：빅죠），43歲，韓國嘻哈歌手，因手術中出血不止而逝世。[262][263]
- 弗朗西斯·阿梅尔（法語：Francis Hammel），70岁，法国政治人物，国民议会议员（1997年－2002年）。[264]
- 安東尼奧·薩巴托（英語：Antonio Sabàto Sr.），77歲，意大利裔美國男演員。[265]
- 纪人兴，80岁，中国電子工程師，电子信息技术标准化领域专家，《广播电视标准化》杂志主编。[266]
- 郭溥澜，81岁，中国戏剧家，吉林艺术学院教授。[267]
- 秦国光，88岁，中国律师，浙江省律师协会原会长。[268]
- 虞达文，93岁，中国新闻学者，广西大学新闻传播学院教授。[269]
- 王江涛，100岁，中国政治人物，原广东省高等教育局副局长。[270]

### 5日
- 雅魯藏布江女人（又名：小雅），27歲，中國時尚部落客，心臟驟停。[271]
- 拉齐尼·巴依卡，41岁，中国护边员、全国劳动模范、第十三届全国人大代表，因救助落水儿童遇难。[272]
- 宗家洸，44岁，美籍华裔化学家，波士顿学院副教授，死于COVID-19。[273]
- 科内利斯·乔治·布雷（英語：Cornelis George Boeree），68岁，美国心理学家。[274]
- 刘扬烈，85岁，中国诗人，西南师范大学新诗研究所教授。[275]
- 林庭远，98岁，中国政治人物，原南海师范学校副校长。[276]
- 郑群，99岁，中国政治人物，广东省政协原副主席。[277]
- 宗怀德，100岁，中国天主教人物，天主教三原教区主教。[278]

### 4日
- 喬納斯·紐鮑爾（英語：Jonas Neubauer），39歲，美國俄羅斯方塊玩家，曾連續蟬聯7次世界冠軍。[279]
- NWBZPWNR，本名「賈洛德·南迪」（英語：Jarod Nandin），60歲，美國Cosplayer、電玩玩家，代表作《南方四賤客》，死于COVID-19[280][281][282]。
- 坦妮婭·羅伯茨（英語：Tanya Roberts），65歲，美國女明星、前龐德女郎，病逝。[283][284][285][286]
- 李香琴，88歲，香港資深粵劇、影視演員，病逝。[287]
- 马丁纽斯·J·G·韦尔特曼（荷蘭語：Martinus J. G. Veltman），89歲，荷蘭物理學家，1999年諾貝爾物理學獎獲得者。[288]
- 李伯埙，92岁，中国皮肤科专家，西安交通大学第二附属医院皮肤科原主任。[289]

### 3日
- 金柱永（韓語：김주영），34歲，韓國電視台主播、前MBN頻道主播，死於心臟麻痺。[290]
- 黄武雄，71岁，中国政治人物，江西省吉安市人大常委会原副主任。[291]
- 格里·马斯登（英语：Gerry Marsden），78岁，英国音乐人、“格里和带头人（英语：Gerry and the Pacemakers）”乐队主唱，因感染性心内膜炎逝世。[292]
- 池田尚弘（日語：池田 尚弘），80岁，日本排球运动员。[293]
- 韩云波，86岁，中国体育工作者，国家女子排球队前主教练。[294]
- 徐汉卿，91岁，中国皮肤科专家，西安交通大学第二附属医院皮肤科原主任。[289]
- 毛维青，98岁，中国新四军老战士。[295]

### 2日
- 迈克·里斯（英語：Michael P. Reese），42岁，美国政治人物，宾夕法尼亚州众议院议员，死于COVID-19併發症。[296]
- 保罗·韦斯特法尔（英語：Paul Westphal），70岁，美国NBA联盟前职业篮球运动员，因脑瘤过世。[297]
- 阿塞尼奥·洛佩·韦尔塔（西班牙語：Arsenio Lope Huerta），77岁，西班牙政治人物，埃纳雷斯堡市长（1983年－1987年）。[298]
- 莫迪博·凱塔（法語：Modibo Keita），78岁，马里共和国政治人物，前总理。[299]
- 米哈伊尔·罗曼年科（俄語：Михаил Романенко），82岁，苏联及俄罗斯哲学家，莫斯科国立大学教授。[300]
- 徐天民，85岁，中国性学家，原北京医科大学副校长。[301]
- 邹吉川，87岁，中国历史学家，原四川师范学院历史系主任。[302]
- 桑名義治（日語：桑名 義治），90岁，日本政治人物，参议院议员（1974年－1986年）、众议院议员（1969年－1972年）。[303]
- 贝尔纳黛特·伊萨克-西比耶（法語：Bernadette Isaac-Sibille），90岁，法国政治人物，国民议会议员（1988年－2002年）。[304]
- 赖达枝，91岁，中国政治人物，原东莞市交通局局长。[305]
- 刘志毅，94岁，中国政治人物，曾任中共大兴县委书记、北京市农工商开发贸易公司党委书记。[306]
- 周宗利，94岁，中国政治人物，原辽宁省税务局副局长。[307]
- 布赖恩·厄克特（英语：Brian Urquhart），101歲，英國軍事政治人物，外交官。聯合國元老人物，前副秘書長。[308]

### 1日
- 孙侨潞，25岁，中国演员、时尚博主，电视剧《巴啦啦小魔仙》中凌美琪的饰演者，死于心肌梗塞。[309]
- 梁召明，55歲，臺灣政治人物，前三灣鄉長，現任苗栗縣農會總幹事，車禍。[310]
- 本·查芬（英语：Ben Chafin），60歲，美國政治人物，維吉尼亞州州議院參議員（2014年起），死於COVID-19。[311]
- 刘战平，67岁，中国政治人物，安徽省审计厅原厅长。[312]
- 任旭东，67岁，中国政治人物，中国有色金属工业协会常务副会长、中国铝业集团有限公司原副总经理。[313]
- 福本清三（日語：福本 清三），77歲，日本演員，病逝。[314]
- 项海格，79岁，中国通信与信息系统领域专家，北京大学信息科学技术学院电子学系教授。[315]
- 沈虎雏，83岁，中国教育工作者，原北京轻工业学院机械系副教授，沈从文次子，第九届全国政协委员。[316]
- 穆罕默德·塔奇·梅斯巴·亞茲迪（英语：Mohammad-Taqi Mesbah-Yazdi），85歲，伊朗的什葉派神職人員、哲學家、保守派政治理論家，前伊斯蘭革命穩定陣線的精神領袖。[317]
- 李日貴，85歲，臺灣政治人物、砂石業者，前雲林縣議員、維多利亞學校董事長，病逝。[318]
- 周叔夜，86歲，臺灣政治人物，獨派大老，前駐巴西代表，病逝。[319]
- 譚尚渭，86歲，香港教育人物，香港公開進修學院（今公開大學）前校長（1995年－2003年）。[320]
- 费利克斯·塔拉先科（俄語：Феликс Тарасенко），88岁，俄罗斯应用数学家，托木斯克国立大学教授。[321]